# Añelo (departement)
Añelo is een departement in de Argentijnse provincie Neuquén. Het departement (Spaans:  departamento) heeft een oppervlakte van 11.655 km² en telt 7.554 inwoners.

## Plaatsen in departement Añelo
- Agua de Canale
- Aguada San Roque
- Añelo
- Auca Mahuida
- Cañadon Nogales
- Los Chihuidos
- Punta Sierra
- San Patricio del Chañar